# Piotr Brożek
Piotr Brożek (nascut el 21 d'abril de 1983, en Kielce) és un futbolista polonès que juga de lateral esquerre o de volant esquerre.